# アエロフロート航空3352便事故
アエロフロート航空3352便事故とは1984年10月11日にソビエト連邦（現在のロシア）のオムスクで発生した航空事故である。事故発生当時、ソ連航空史上最悪の犠牲者を出した事故である。

## 事故の概要
アエロフロート・ソ連航空3352便はクラスノダールからノヴォシビルスクに向かう定期便であった。この事故は経由地であるオムスクの空港に着陸した際（現地時間午前5時40分ごろ）に発生した。
3352便が着陸したのは夜明け前の暗がりで、小雨が降りしきり視界も利かなかった。2台の路面乾燥車両（およびその先導車）が滑走路上で作業をしていたが、滑走路上における作業中は必ず点滅させる規則のある車両屋根の灯火は、作業者の目がチカチカするという理由で点灯されていなかった。3352便が着陸したところ滑走路に何かある事に気付いて右旋回したが衝突を回避できなかった。旅客機は滑走路を移動していた作業車と先導車に衝突し、機体は分断し炎上した。
この事故で、3352便に搭乗していた179人のうち174人と地上の車両の4人の178人が犠牲になった。搭乗者のうち乗客1人と乗員4人は救出され、乗員のうち3人は怪我はなかった。

## 事故原因
事故の原因は、空港側の連絡が行き届いていなかったことである。地上管制官が清掃車に作業の許可を出した後、「滑走路占有」警告をスイッチをオンにするのを忘れたまま居眠りしてしまったため、滑走路上に車両がいることを進入管制に知らせることができなかった。また、これらの車両の警告灯が点いていなかったため、暗がりの中でパイロットが発見することが遅れたことが、地上で衝突する事態となった。

## 事故機のCVR音声
「ロシア語→日本語訳」「YouTube」
| 機長     | ちょっと待て（滑走路）に何かあるぞ。 | [ 3 ] |  |
| -------- | ------------------------------------ | ----- |  |
| 副操縦士 | 確かに何かが、何か輝いている。       |       |  |
| 機長     | 左側に接地「着陸」して               |       |  |
| 副操縦士 | 出力アイドリングモード               |       |  |
| 機長     | あれは何だ⁈                          |       |  |
| 副操縦士 | 車だ！                               |       |  |
| 機長     | 右旋回!!×3回                         |       |  |
|          | 衝撃音「左翼に作業車が衝突」         |       |  |
|          | 機体がひっくり返し機体が分離。       |       |  |
|          | CVRの録音停止                        |       |  |